# Ндомбази, Ноа
Ноа́ Ндомбази́ Нланду́ (фр. Noha Ndombasi Nlandu; 28 апреля 2001, Бонди) — французский футболист, нападающий клуба «Кривбасс».

## Клубная карьера
Футболом начал заниматься в клубе «Монфермей» из одноименного городка в Иль-де-Франс. В 15-летнем возрасте переехал в «Бордо», в котором выступал в течение трёх лет. После этого выехал в Испанию, где присоединился к «Валенсии».
В футболке «Валенсии» выступал в Юношеской лиге УЕФА. Сыграл все 6 матчей группового этапа, но не смог помочь команде избежать последнего места в группе. После этого играл за резервную команду, выступающую в Терсера Дивизион КИФФ (5-й дивизион), где он провёл 20 матчей и отличился 4-мя голами. Предполагалост, что Ноа «воспользовался ужасными травмами Альберто Мари и Уго Гонсалеса… чтобы получить уверенность и минуты» во время игры за клуб.
После шести лет тренировок Ноа Ндомбази закончил их в 2022 году, но не успел подписать свой первый профессиональный контракт и впоследствии оказался без клуба. В сентябре 2022 года выехал из Испании в Швейцарию, подписал свой первый профессиональный контракт, на 2 года с представителем Суперлиги «Санкт-Галлен».
Первый сезон на профессиональном уровне оказался неоднозначным, в стартовом составе в Суперлиге не играл. Выходил на поле 11 раз и в общей сложности отыграл 176 минут. После неоднозначного первого сезона Ндомбази, все еще имевшего действующий контракт с «Санкт-Галленом», участвовал в предсезонной подготовке со швейцарским клубом, но не выходил на поле в первые четыре матча Суперлиги.
Несмотря на то, что Ноа не отыграл ни минуты в Суперлиге, «Конкарно» проявил интерес к 22-летнему центральному форварду, а Ндомбази выразил желание присоединиться к «тоньерс», которые играли в Лиге 2. Бретонский клуб и «Санкт-Галлен» достигли соглашения, и Ндомбази перешёл в «Конкарно» и подписал контракт на один сезон с «тоньерс».
Новая 9-ка «тоньерс» дебютировала за клуб в поединке против «Парижа», в котором вышел на поле на 59-й минуте вместо Амбруаза Гбохо и чуть не отличился своим первым голом. В следующем матче против «Анси» Ноа впервые вышел в стартовом составе. Своим первым голом за «тоньерс» в Лиге 2 и на профессиональном уровне отличился в поединке против «Амьена», благодаря чему позволил своей команде открыть счёт. Во второй половине сезона, несмотря на забитый мяч на 97-й минуте в поединке против «Дюнкерка», Ндомбази потерял своё место в стартовом составе. После выздоровления Бевика Мусити-Око от травмы завершил сезон вне основной обоймы игроков. В общей сложности за «Конкарно» сыграл 26 матчей, в которых отличился забив 2-мя голами и отдал 1 результативную передачу.
28 сентября 2024 подписал контракт с «Кривбассом».

## Карьера в сборной
Во время выступлений за юношеские команды «Бордо», Ндомбази несколько раз вызывался на товарищеские матчи юношеской сборной Франции (U-16). В феврале-мае 2017 года провёл 6 матчей, в том числе два — в старте.
В октябре 2017 года получил вызов в юношескую сборную Франции (U-17), в футболке которой сыграл в поединке квалификации юношеского чемпионата Европы (U-17) 2018 против Беларуси.
Последний раз футболку юношеской сборной Франции (U-18) одевал в сентябре 2018 года в товарищеском матче против России, где Ндомбази вышел в стартовом составе и отыграл 62 минуты.